# Post Mortem Technique
|  | Denne artikel er oprettet af botten Steenthbot ud fra en ekstern database. Den kan derfor have sproglige fejl eller mangler. Denne skabelon kan fjernes efter kontrol af indholdet. |

Post Mortem Technique er en dansk undervisningsfilm fra 1951.

## Handling
En demonstration af den obduktionsteknik, som anvendes på Universitetets Patologisk-anatomiske Institut i København. Filmen er beregnet til anvendelse i undervisningen af medicinske studerende.